# Erpetogomphus bothrops
Erpetogomphus bothrops är en trollsländeart som beskrevs av Rosser W. Garrison 1994. Erpetogomphus bothrops ingår i släktet Erpetogomphus och familjen flodtrollsländor. IUCN kategoriserar arten globalt som livskraftig. Inga underarter finns listade i Catalogue of Life.